# Mouriri nigra
Mouriri nigra är en tvåhjärtbladig växtart som först beskrevs av Dc., och fick sitt nu gällande namn av Thomas Morley. Mouriri nigra ingår i släktet Mouriri och familjen Melastomataceae. Inga underarter finns listade i Catalogue of Life.